# Waniorowo
Waniorowo [vaɲɔˈrɔvɔ] (tiếng Đức: Vahnerow) là một ngôi làng thuộc khu hành chính của Gmina Gryfice, thuộc quận Gryfice, West Pomeranian Voivodeship, ở phía tây bắc Ba Lan. Nó nằm khoảng 9 kilômét (6 mi) phía nam Gryfice và 62 km (39 mi) về phía đông bắc của thủ đô khu vực Szczecin.
Làng có dân số 72 người.
Trước năm 1637, khu vực này là một phần của Duchy of Pomerania. Đối với lịch sử của khu vực, xem Lịch sử của Pomerania.